# Робліса-де-Кохос
Робліса-де-Кохос (ісп. Robliza de Cojos) — муніципалітет в Іспанії, у складі автономної спільноти Кастилія-і-Леон, у провінції Саламанка. Населення — 242 особи (2010).
Муніципалітет розташований на відстані близько 200 км на захід від Мадрида, 28 км на південний захід від Саламанки.
На території муніципалітету розташовані такі населені пункти: (дані про населення за 2010 рік)
- Кохос-де-Робліса: 11 осіб
- Робліса-де-Кохос: 216 осіб
- Сан-Фернандо: 15 осіб

## Демографія
Динаміка населення (INE ):

## Зовнішні посилання
- Провінційна рада Саламанки: індекс муніципалітетів
- Посилання на Google Maps